# Psolus segregatus
Psolus segregatus is een zeekomkommer uit de familie Psolidae.
De wetenschappelijke naam van de soort werd in 1905 gepubliceerd door Rémy Perrier.